# NEWSROOM TOKYO
NEWSROOM TOKYO是日本放送協會（NHK）旗下国际频道NHK World-Japan（前称NHK World TV）自2015年3月30日开始播放的英语新聞節目。

## 介绍
2015年1月，日本總務省“NHK海外信息发送强化检讨会”（日语：ＮＨＫ海外情報発信強化に関する検討会）的中期报告中，提出了将NHK World TV完全新闻频道化的意见。同年3月13日，NHK举行发布会，宣布将NHK World TV日本时间20点档新闻改为新的《NEWSROOM TOKYO》。
该节目的播出时间正值日本和亚洲国家的夜晚、欧洲国家的正午、美洲国家的清早时间。以现场直播和新闻报道为中心，结合专家和采访记者的解说，深入浅出地报道日本和亚洲在当天发生的事情。此外，该节目还会由精通经济和娱乐的专家介绍有关经济和工业、日本流行文化以及文娱的最新信息。

## 主播

### 现任
自2020年3月30日起，NHK将所有日本人的英语名显示方式由名前姓后改为姓前名后。同年4月起，NEWSROOM TOKYO由双新闻主播改为单新闻主播。
- 涩谷亚希（日语：渋谷亜希）[5]：女主播，2015年3月30日起
- 吉冈拓马（日语：吉岡拓馬）：男主播，前NHK香港支局、新加坡支局局长，2020年8月24日起
- 福岛优子（日语：福島優子 (キャスター)）：财经主播，2015年3月30日起
- 乔纳森·吴（日语：呉・ジョナサン）：气象主播，2015年3月30日起
- 森清佳（日语：森さやか）：气象主播，2015年3月30日起

### 前任
- 别府正一郎（日语：別府正一郎）[6]（时任NHK国际局记者）：男主播，2015年3月30日-2017年6月9日
- 道传爱子（日语：道傳愛子）（NHK国际部首席制作人及评论员）：临时代班主播，2017年6月12日-2017年7月7日
- 谷中麻里衣（日语：谷中麻里衣）[7]：文娱主播；2015年4月-2017年3月
- Cathy Cat（日语：カティー・キャット，YouTuber及cosplayer）：负责主持文娱板块《CAT'S EYE》[8]，2017年4月14日-2018年3月30日[註 1]
- 中山秀辉[9]（时任NHK国际局记者，前NHK迪拜支局、德黑兰支局局长）：男主播，2017年7月10日-2020年7月22日

## 播放时间
在日本的节假日及夏季、冬季假日期间，由于国际局的特殊播放安排，该节目将不会播放。 
- 2018年4月1日起：工作日20:00-20:40
- 2018年3月30日前：工作日20:00-20:45

## 备注
1. ↑  若发生重要的新闻时，可能不会播出该板块以保障新闻节目的播出时长